# Pleurotomella amphiblestrum
Pleurotomella amphiblestrum é uma espécie de gastrópode do gênero Pleurotomella, pertencente a família Raphitomidae.